# Pholidotomidae
De Pholidotomidae zijn een familie van uitgestorven weekdieren uit de klasse van de Gastropoda (slakken). Exemplaren van deze familie zijn slechts als fossiel bekend.

## Taxonomie
De volgende taxa zijn bij de familie ingedeeld:
- † Onderfamilie Beretrinae Bandel & Dockery, 2016
- † Onderfamilie Paleopsephaeinae Kollmann, 2005
  -  † Geslacht Paleopsephaea Wade, 1926
- † Onderfamilie Pholidotominae Cossmann, 1896
  -  † Geslacht Pholidotoma Cossmann, 1896
- † Onderfamilie Pseudorapinae Bandel & Dockery, 2001
- † Onderfamilie Pyrifusinae Bandel & Stinnesbeck, 2000
- † Onderfamilie Volutodermatinae Pilsbry & Olsson, 1954
  -  † Geslacht Volutoderma Gabb, 1877